# Кисельков, Фёдор Викторович
Кисельков Фёдор Викторович (род. 03 июня 1995 года, Владивосток) — приморский спортсмен, легкоатлет. Член основного состава сборной России по лёгкой атлетике, кандидат в Олимпийскую сборную по лёгкой атлетике, мастер спорта международного класса в прыжках в длину, мастер спорта в прыжках в высоту в тройном прыжке и беге на 60 м, финалист Первенства Европы среди юниоров по лёгкой атлетике, серебряный призёр Чемпионата России и Кубка России.

## Биография
Фёдор Викторович Кисельков родился 3 июня 1995 года в городе Владивостоке. В 2013 году поступил в Дальневосточный федеральный университет на направление «Физическая культура» Школы гуманитарных наук (сейчас — Школа искусств и гуманитарных наук). в 2017 году окончил бакалавриат и поступил в магистратуру по направлению «Физическая культура». Попал в Топ-120 выпускников ДВФУ 2019 года за спортивные достижения.

## Спортивная карьера
- Победитель первенства РФ в 2013 г. в прыжках в длину[3].

- Победитель первенства России среди юниоров 2014 г. в помещении[4].

- В 2017 году стал серебряным призёром в прыжках в длину на Кубке России по лёгкой атлетике, показав результат 8,02 метра, и выполнил норму мастера спорта международного класса[5]. На тот момент был вторым в мире после традиционного конкурента Артёма Примака, прыгнувшего на том же Чемпионате России по лёгкой атлетике в помещении на 8 метров 21 сантиметр[6].

- В 2020 году, прыгнув на 7 метров 82 сантиметра, занял 3 место в прыжках в длину на Чемпионате России по лёгкой атлетике в помещении[6].

- В 2020 году на Кубке России по лёгкой атлетике-2020 показал результат в 7,43 метра, заняв 6-е место:

«В прошлый раз Фёдор Кисельков на Кубке России прыгнул на 8,02 метра, заняв второе место. Такое падение показателей объясняется пандемией коронавируса и связанными с ней противоэпидемиологическими мерами, введёнными по всей стране. Из-за того, что были закрыты стадионы, спортсмены не могли полноценно тренироваться. Наши легкоатлеты смогли начать подготовку к соревнованиям лишь в конце июля. Фёдор Кисельков смог тренироваться лишь четыре раза в неделю, в то время как профессиональные спортсмены должны проводить по две тренировки шесть раз в неделю. Не хватило технической работы. Помимо прыжков, необходимо было бегать спринты, тянуть штангу, но условий для этого не было. Отмечу, что показатели ухудшились у всех легкоатлетов, участвующих в Кубке России», — Татьяна Кузина.
- В 2022 году вошёл в «Список кандидатов в спортивные сборные команды Российской Федерации по лёгкой атлетике» по дисциплине «Прыжок в длину»[8].